# Scrupocellaria tridentata
Scrupocellaria tridentata is een mosdiertjessoort uit de familie van de Candidae. De wetenschappelijke naam van de soort is voor het eerst geldig gepubliceerd in 1918 door Waters.